# Петропавловка (Волчанский район)

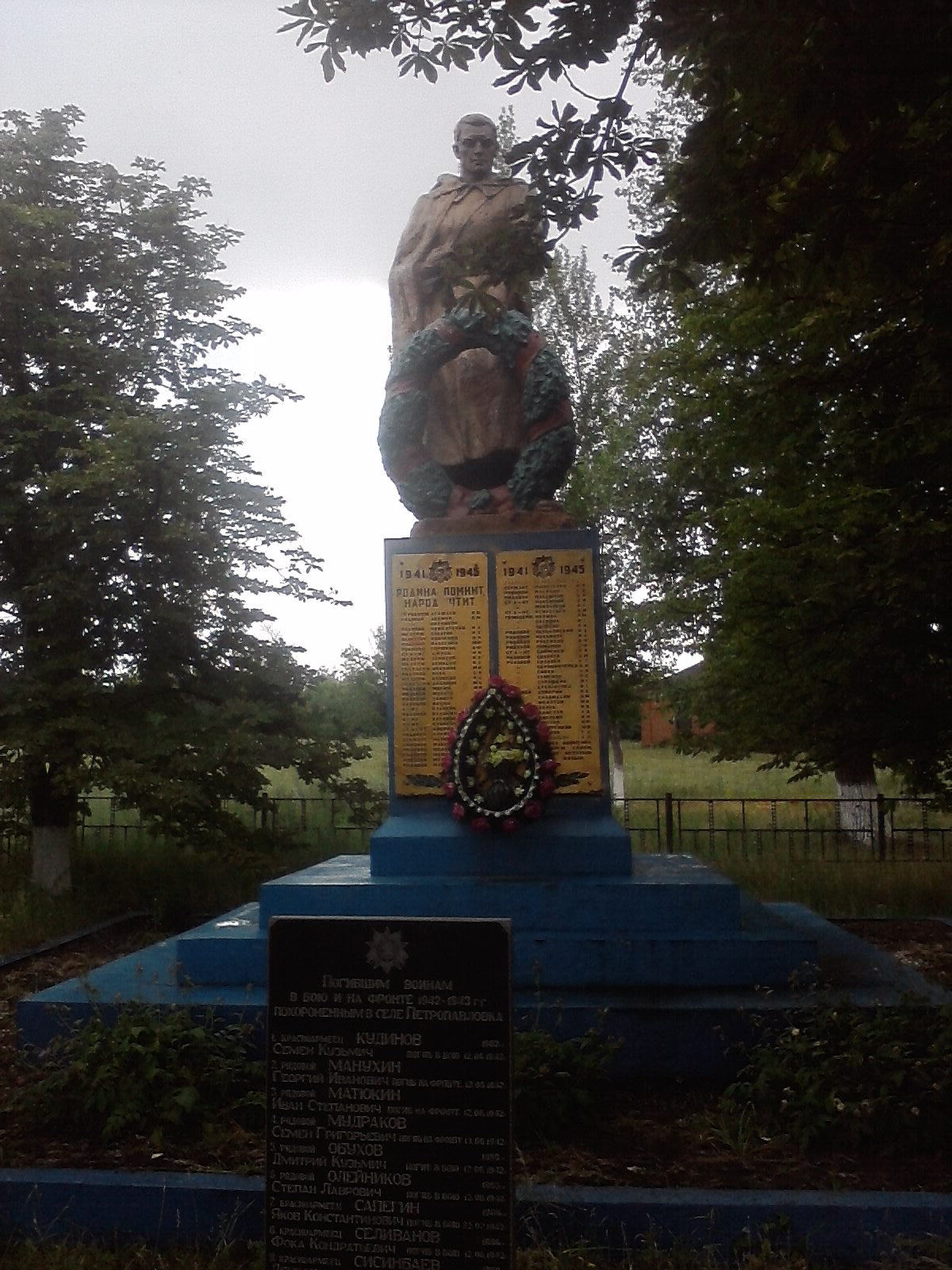
Братская могила советских воинов и памятный знак воинам-односельчанам, погибшим в ВОВ

Петропа́вловка (укр. Петропавлівка) — село в Волчанском районе Харьковской области Украины. Является административным центром Петропавловского сельсовета, в который, кроме того, входят сёла Аннополье и Гарбузовка.

## Географическое положение
Село Петропавловка находится возле балки Токи по которой протекает один из истоков реки Польная, на реке сделана запруда.
На расстоянии в 3 км находятся сёла Аннополье и Гарбузовка, в 4-х км железнодорожная станция Платформа 72 км и автомобильная дорога Т-2104.

## Демография
Население по переписи 2020 года составляло 331 человек.

## История
Граф Александр Иванович Гендриков, в 1840 году, получил земли на южном склоне балки Токи. Тогда же тут поселились его крепостные носившие фамилию Могилко, которые и основали хутор Могильных или Могилин. Земля на котором находился новый хутор оказалась плодородной и имела много родников. Это привлекло жителей соседнего хутора Радькового, который находился на 2 километра западнее Могилина. В результате чего жители Радькового переселились в Могилин. 
В 1874 году хутор был переименован в Петропавловку.

## Экономика
В селе есть молочно-товарная ферма.

## Объекты социальной сферы
- Школа.

## Достопримечательности
- Братская могила советских воинов.

## Религия
В XIX—начале XX века в слободе Петропавловке действовал Свято-Петропавловский храм. Во времена Советской власти храм был закрыт и использовался как зернохранилище. Сохранились метрические книги с 1830 года.

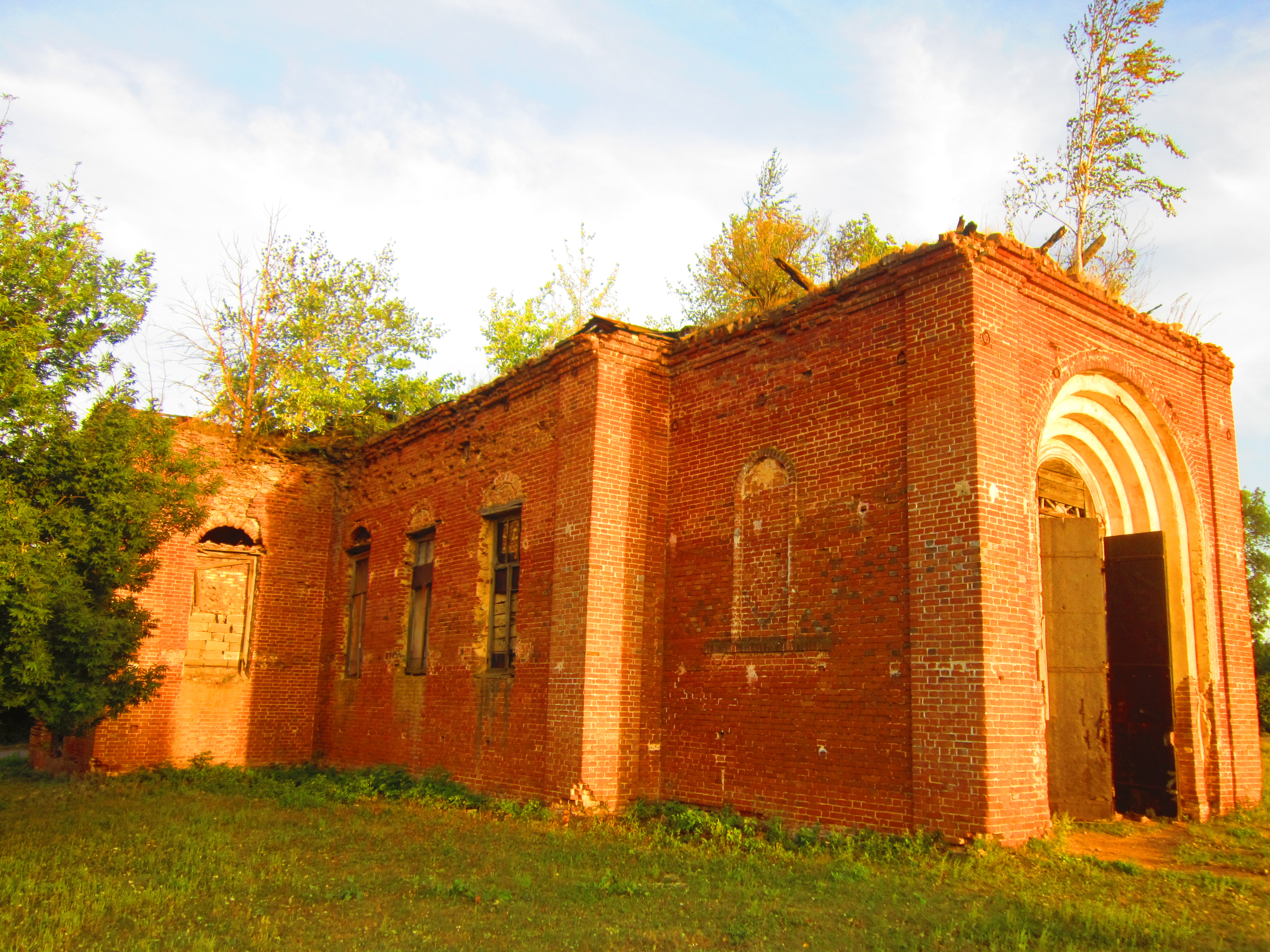
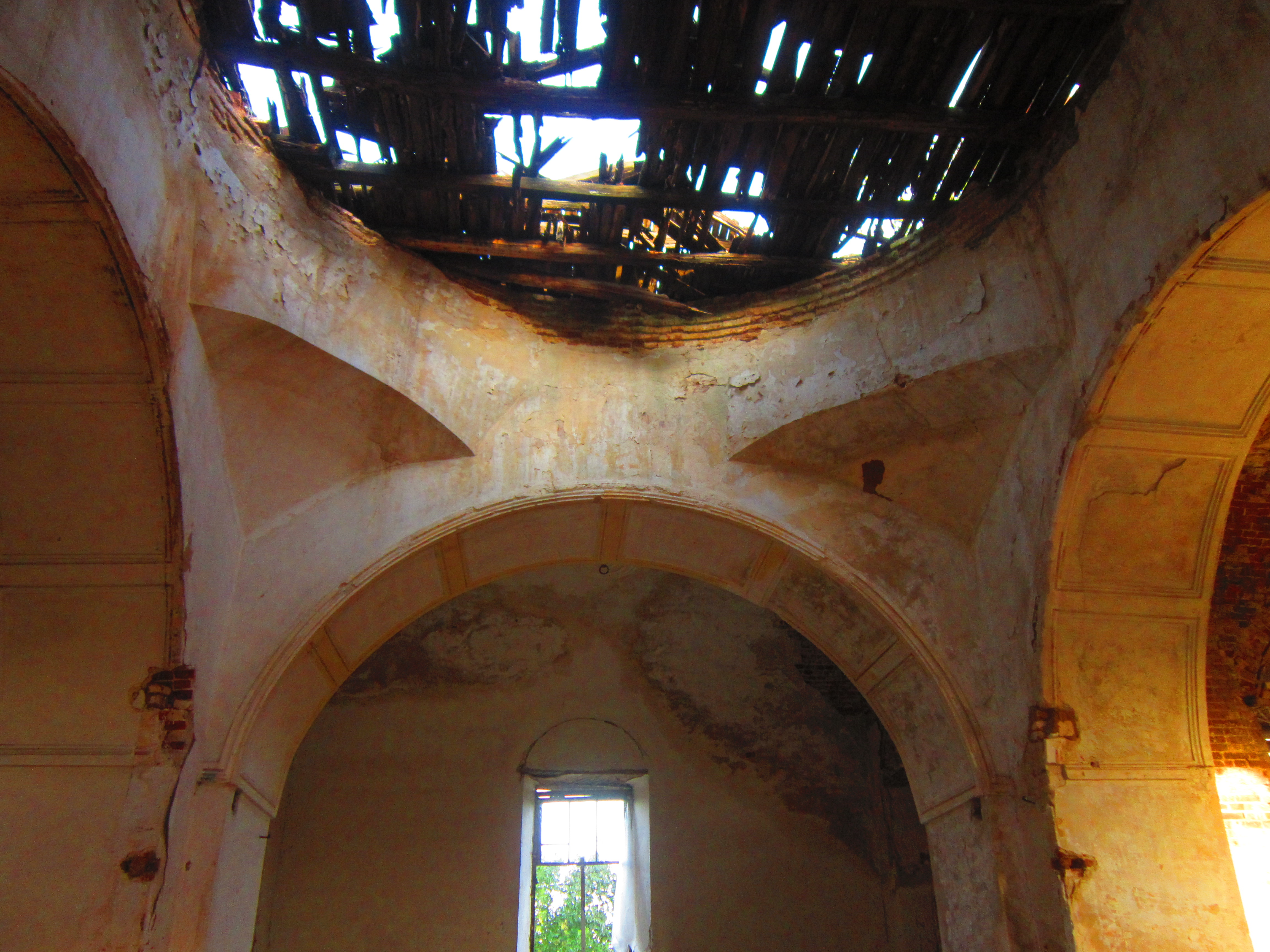
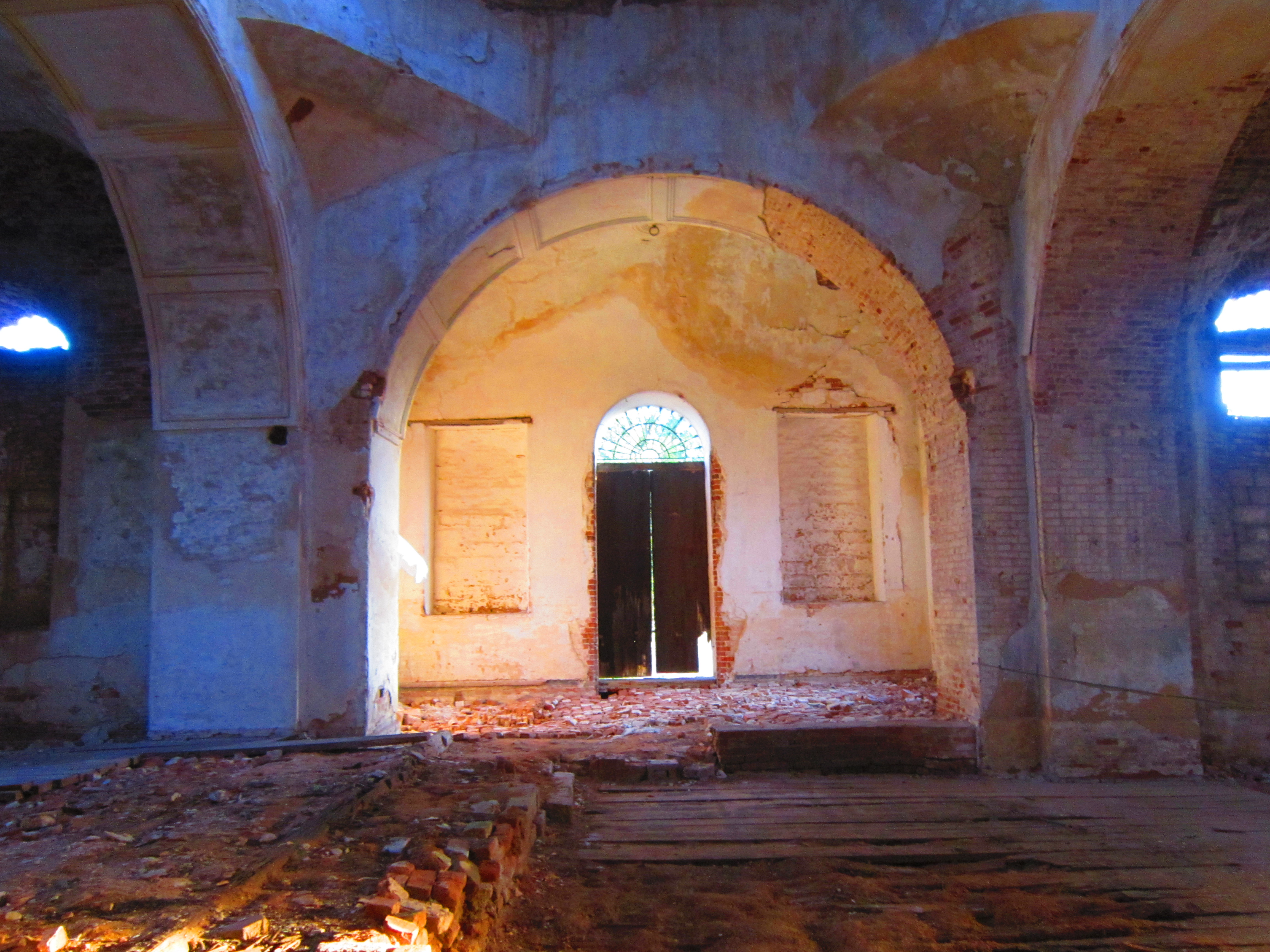
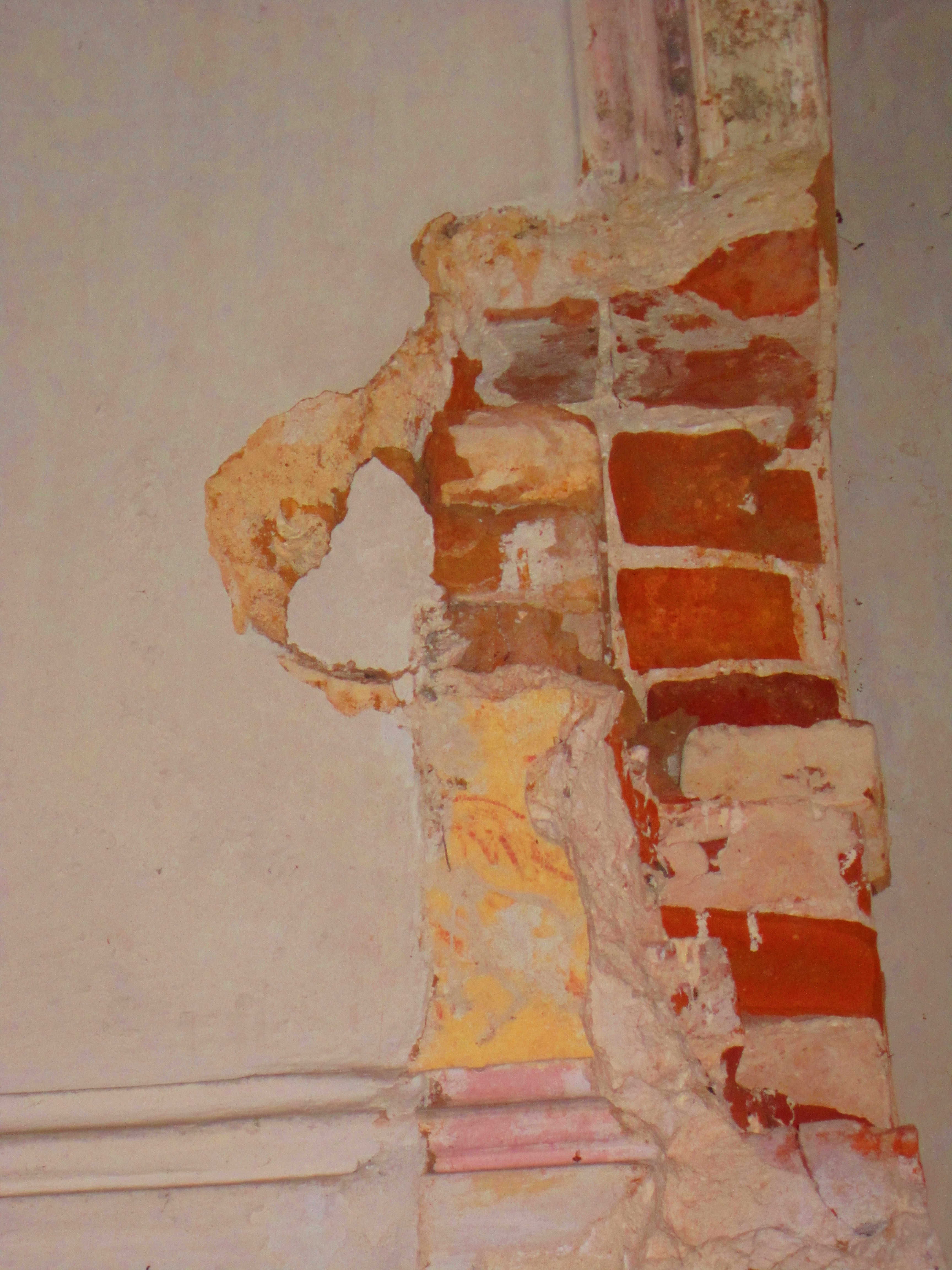
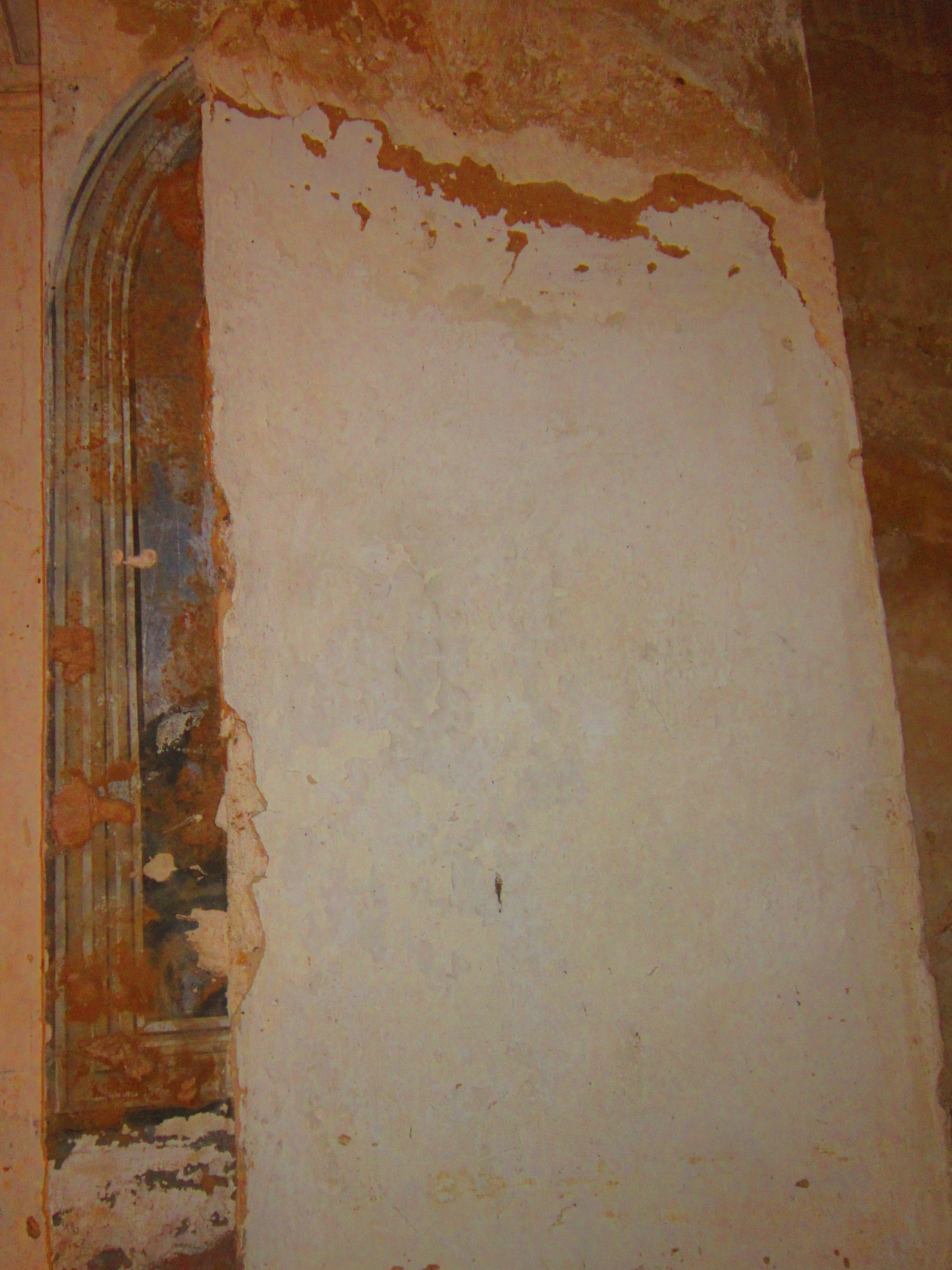